# Březen 1968 (Polsko)

Pamětní deska na Varšavské univerzitě připomínající studentské požadavky svobody slova

Březen 1968 je pojem užívaný zejména v Polsku pro označení tamní politické krize, která vyvrcholila studentskými protesty a stávkami v roce 1968, a která jim ovšem též předcházela a následovala po nich. Série studentských a jiných protestů proti komunistickému režimu polské komunisty vyděsila a přiměla k tvrdému potlačení. Bezpečnostní složky zasahovaly ve všech hlavních akademických centrech v zemi. Souběžně s tím probíhala antisemitská kampaň označující protesty za součást židovského spiknutí, která plynule navázala na zuřivou protiizraelskou kampaň po šestidenní válce v roce 1967. Mnoho lidí židovského původu bylo následně propuštěno z práce a zvolilo emigraci, která jim byla úřady důrazně doporučována. Asi dvacet tisíc Poláků židovského původu emigrovalo v letech 1968–72 v důsledku vyhazovu a různých dalších postihů. Tuto propagandistickou a represivní kampaň vedl především ministr vnitra, generál Mieczysław Moczar, se souhlasem prvního tajemníka komunistické strany (Polské sjednocené dělnické strany) Władysława Gomułky. Protižidovská kampaň také souvisela s bojem o moc uvnitř polské komunistické strany. Ze strany či policie byla vytlačena řada osob židovského původu (a nejen jich), které pak mohli nahradit lidé z frakcí soupeřících o moc, především Moczarovy, o němž někteří historici spekulují, že chtěl nahradit i Gomułku. Dělníci z řady továren přitom byli manipulováni a motivováni k tomu, aby veřejně vyjadřovali protižidovské postoje, za čímž účelem byly reaktivovány předsudky tradičního, nábožensky motivovaného polského antisemitismu, na čemž se podílela i k režimu loajální katolická publicistika. Zvláštním aspektem krize bylo, že probíhala souběžně s liberalizačním procesem zvaným Pražské jaro v sousedním Československu. Aktéři Pražského jara byli zahrnuti do celé kampaně a i samo Pražské jaro bylo líčeno jako součást spiknutí skrytých sionistů. Byl to nejvíce právě polský vůdce Gomułka, který vybaven tímto ideologickým zázemím silně tlačil Sověty a jejich vůdce Leonida Brežněva k vojenské invazi do Československa, jíž se pak polská armáda v srpnu 1968 přímo účastnila (byť je sporné, zda Gomułka v sionistickou podstatu Pražského jara věřil, spíše se obával jeho liberalismu, neboli z jeho pohledu revizionismu). Pražské jaro skutečně vyvolávalo mezi polskými studenty a intelektuály jasné sympatie, je ovšem předmětem sporů, zda patřilo k inspiraci jejich protestů. Podobné spory se vedou o inspiraci studentskými protesty na Západě v té době. Ideové směřování polského studentského hnutí roku 1968 bylo spíše nejasné.

## Kořeny

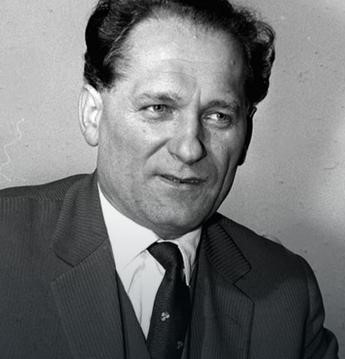
Konstruktér antisemitské kampaně Mieczysław Moczar

Nečekaně jasný a rychlý triumf Izraele v šestidenní válce vyvolal mezi sovětskými komunisty a jejich agenty v celém východním bloku značnou nevoli. Gomułka a premiér Józef Cyrankiewicz odjeli po této válce 9. června do Moskvy na konferenci komunistických vůdců, po níž všechny komunistické státy s Izraelem přerušily diplomatické styky. (Odmítlo to pouze Rumunsko, stále svéhlavější prvek východního bloku, což Gomułka označil za hanebný postoj).
V Polsku začala tradiční mediální kampaň „proti izraelskému imperialismu“, ale pozvolna se do ní začaly vkrádat nové motivy. Gomułka, podrážděný zprávami tajné policie o podpoře Izraele mezi mnoha polskými Židy, dne 19. června 1967 na odborovém sjezdu prohlásil, že izraelská agrese „se setkala s potleskem v sionistických kruzích Židů – polských občanů.“ Gomułka výslovně vyzval „ty, kteří mají pocit, že jsou tato slova určena jim“, aby emigrovali. Gomułka ve svém projevu též uvedl: „Nechceme v naší zemi pátou kolonu“. Prohlášení vzbudilo rozruch i mezi řadou čelných komunistů a Edward Ochab i někteří další členové politbyra zajistili, aby se nedostalo do médií. Gomułka však pronesl další podobná vyjádření 27. června 1967, když hovořil „o důsledcích, kterým budou čelit lidé, kteří mají dvě duše a dvě vlasti“.
Gomułkův postoj především dodal odvahu skupině zjevně antisemitských politiků ve straně, jako byli Zenon Kliszko, Ignacy Loga-Sowiński a zejména ministr vnitra Mieczysław Moczar, kteří dlouho čekali na příležitost „vyrovnat se s Židy“. První seznam 382 „sionistů“ byl připraven na ministerstvu vnitra 28. června 1967. Čistka mířila především do armády. Záhy bylo propuštěno ze služby asi 150 židovských vojenských důstojníků, včetně Czesława Mankiewicze, šéfa protivzdušné obrany. Ministr obrany Marian Spychalski se pokusil Mankiewicze neúspěšně bránit, čímž výrazně oslabil svou pozici (později, během březnové krize, byl odstraněn).
Dalším krokem ministerstva vnitra byl oprášený, před časem odmítnutý, návrh na zákaz přijímat příspěvky od Amerického židovského spojeného distribučního výboru ve všech organizacích v Polsku. Návrh byl rychle prosazen a rozvinuté židovské sociální, vzdělávací a kulturní aktivity tím byly prakticky zlikvidovány.
Čistka se přelila vzápětí do strany. Asi 200 lidí bylo v roce 1967 odvoláno z vedení strany, včetně Leona Kasmana, šéfredaktora Trybuny Ludu, hlavního stranického deníku. Kasman byl Moczarovým nenáviděným soupeřem už z dob války. Studentské protesty v březnu 1968 pak nalily do programu čistek novou energii.

## Protest ve Varšavě
Vypuknutí nepokojů v březnu 1968 bylo vyvrcholením nespokojenosti, která se v Polsku během několika let hromadila. Ekonomická situace se zhoršovala a v roce 1967 nastalo razantní zdražení masa. V roce 1968 společnost dále destabilizovaly zvěsti o připravované měnové reformě. Byly prosazeny vyšší normy pro průmyslové podniky při současném snížení mezd. Stále silnější cenzura dusila intelektuální život. Právě jeden z cenzurních zásahů se pak stal bezprostřední rozbuškou nepokojů.
Koncem ledna 1968 úřady zakázaly uvedení romantické hry Adama Mickiewicze Dziady, kterou režíroval Kazimierz Dejmek v Národním divadle ve Varšavě. Cenzoři tvrdili, že hra obsahuje rusofobní a antisovětské odkazy a představuje nepřiměřeně náboženský postoj. Dziady byly inscenovány čtrnáctkrát, naposledy 30. ledna. Po závěrečném představení bezprostředně následovala demonstrace diváků, která skončila četnými policejními zadrženími. Dejmek byl vyloučen ze strany a následně vyhozen z Národního divadla. Poté opustil Polsko (vrátil se v roce 1973).
V polovině února byla studentkou Irenou Lasotovou předložena parlamentu petice podepsaná 3000 lidmi, která protestovala proti zákazu hry Dziady. Varšavská pobočka Svazu polských spisovatelů, která se sešla 29. února na mimořádné schůzi s více než 400 účastníky, rovněž odsoudila zákaz a další zásahy do svobodu projevu. Řečníci rovněž odsoudili nedávnou antisemitskou kampaň a přímo z ní obvinili frakci ministra Moczara.
Dne 4. března došlo k vyhození studentů Adama Michnika a Henryka Szlajfera (členů radikálně levicové studentské skupiny Komandosi) z Varšavské univerzity. Dav asi 500 studentů, kteří se shromáždili na univerzitě 8. března v protestu proti tomuto vyloučení, byl násilně napaden „dělnickými aktivisty“ (pravděpodobně policisty v civilu) i policisty v uniformách. Studenti byli brutálně zbiti v momentě, kdy se hodlali rozejít (toto nesmyslné násilí v momentě konce protestu dalo vzejít řadě úvah, zda státním orgánům nešlo ve skutečnosti o rozdmýchání neklidu, jímž by šlo obhájit připravené čistky a represe).
Násilí 8. března skutečně vedlo k tomu, že druhý den vypukly protesty i v dalších institucích vyššího vzdělávání ve Varšavě, zejména na Varšavské polytechnice. I tam došlo ke konfrontaci s policií a k zatýkání. Jacek Kuroń, Karol Modzelewski a Michnik byli uvězněni a většina členů Komandosi byla zadržena. Během několika dnů se protesty rozšířily do Krakova, Lublinu, Gliwic, Katovic a Lodže (od 11. března), Vratislavi, Gdaňsku a Poznaně (12. března). Demonstrace na výše uvedených místech byly policií brutálně potlačeny. Masové studentské stávky se konaly ve Vratislavi 14.–16. března, v Krakově 14.–20. března a v Opolí. Byl vytvořen studentský výbor na Varšavské univerzitě (11. března) a meziuniverzitní výbor v Krakově (13. března); pokusy o organizaci studentů byly učiněny také v Lodži a Vratislavi.
Bezprecedentního rozměru dosáhly protesty v Gdaňsku, kde 20 000 studentů a k hrůze státních orgánů i dělníků z místních loděnic bojovalo během jedné z demonstrací proti 3700 mužům z různých druhů bezpečnostních složek až do pozdního večera. Gdaňsk měl v době krize zdaleka nejvyšší míru „trestně-správních řízení“ v celém Polsku. Ukázalo to, že v loděnicích existuje mocné opoziční podhoubí, což se později projevilo i při vzniku hnutí Solidarita.
O národní koordinaci se studenti pokusili prostřednictvím setkání 25. března ve Vratislavi; většina jeho účastníků byla uvězněna do konce dubna. Dne 28. března reagovali studenti Varšavské univerzity na propuštění řady profesorů přijetím Deklarace studentského hnutí, která představovala nástin systémových reforem Polska. Dokument se stal zjevně inspirací pro pozdější programová východiska opozičního hnutí Solidarita.
Studentským protestním aktivitám plánovaným na 22. dubna zabránila zatýkací kampaň ve Varšavě, Krakově a Vratislavi. Studenti dokázali narušit ještě prvomájové oslavy ve Vratislavi, ale šlo o jeden z posledních projevů vzdoru. V průběhu května lze hovořit o úplném utlumení protestů.

## Represe
Březnové události se staly impulsem k obnovení antisemitské kampaně řízené ministrem Moczarem. Moczar obvinil ze studentských protestů „sionisty“ a zároveň použil protestní aktivitu studentů jako záminku pro další antisemitskou kampaň a stranické čistky. Bývalý první tajemník Ochab na protest proti tomu rezignoval na několik vysokých funkcí.
Moczarovo ministerstvo například dostalo volnou ruku a uskutečnilo represivní zásah v redakci Polského vědeckého nakladatelství, o němž Moczar dlouho snil. Již v roce 1967 on a jeho lidé protestovali proti údajně nevyváženému referování o druhé světové válce v encyklopediích a publikacích tohoto nakladatelství, konkrétně proti „nadměrnému zdůrazňování židovského mučednictví“ a dokonce proti „nadsazování počtu Židů zabitých v nacistických vyhlazovacích táborech“. V roce 1967 Gomułka ještě zásah odmítl, po březnu 1968 mu však dal zelenou.
Ze strany byli vylučováni lidé židovského původu, jak bývalí stalinisté, tak příznivci liberálních trendů. K nejznámějším vyloučeným komunistům patřili Roman Zambrowski, Stefan Staszewski, Edward Ochab, Adam Rapacki a Marian Spychalski. Propaganda kladla rovnítko mezi židovský původ a sionistické sympatie a tím i neloajalitu vůči Polsku. Bezpečnostní služby začaly oficiálně prověřovat i všechny úředníky židovského původu a hledat „skryté sionisty“ v polských institucích. Média „odhalovala“ různá minulá i současná židovská spiknutí namířená proti Polsku, včetně kuriózní teorie o „západoněmecko-izraelském protipolském bloku“ apod.
Od 11. března spustil režim masivní mediální kampaň proti organizátorům protestů, která měla rovněž značně antisemitský charakter. Média odhalovala u řady aktivistů „nepolský“ původ. Byla organizována „spontánní“ shromáždění v továrnách a na náměstích velkých měst. Účastníci na nich měli transparenty jako „Sionisté ať jdou na Sion!“ nebo „Utrhneme hlavu protipolské hydře“.
Gomułka k protestům i kampani dlouho mlčel. Poprvé promluvil 19. března. Vyloučil možnost jednání vlády se stávkujícími, čímž uhasil naděje účastníků na rychlé urovnání. Gomułkův projev před třemi tisícovkami stranických aktivistů byl plný obvinění proti inteligenci. Gomułka ostře zaútočil na několik spisovatelů, které zvlášť nenáviděl (Kisielewski, Jasienica a Szpotański). Je ovšem skutečností, že v tomto projevu Gomułka mírnil antisemitskou linii, když uvedl, že většina občanů židovského původu je loajální k Polsku a nepředstavuje hrozbu. Tento projev (předem zkontrolovaný, opravený a schválený ostatními členy politbyra a ústředního výboru) byl však o několik dní později kritizován na schůzce prvních tajemníků krajských stranických výborů, kteří vyzvali, aby slova prvního tajemníka nevedla ke zmírnění protisionistické kampaně. Přímo zaútočil i Moczar, když veřejně hovořil o nedostatku jasného vyjádření k sionismu v Gomułkově projevu a dokonce o „veřejném ukrývání zločinců“. Taková kritika nejvyššího vůdce strany byla neslýchaná a naznačovala rostoucí vliv a odhodlání Moczarovy frakce. Moczar se v kritice soustředil také na odsuzování židovských komunistů, kteří přišli po válce ze Sovětského svazu, a pronásledovali polské vlastence (včetně samotného Gomułky, což může částečně vysvětlit tichý souhlas Gomułky s protižidovskými excesy, byť zároveň musel cítit, že ho Moczar mocensky ohrožuje).
Spojení protestů s židovskou otázkou bylo kuriózní, byť mezi vůdci protestů někteří Židé byli, zejména Michnik, Szlajfer a Zambrowski. Vůči nim mířila zesílená nenávist. Studenti se snažili nálepku sionistů ze sebe setřást například tím, že ve výzvě k národní stávce ze 13. března se postavili jak proti antisemitismu, tak proti sionismu.
Represe pokračovaly i během dubna. Byly úplně zrušeny některé katedry, vyloučeny tisíce studentů ze studia (včetně Zygmunta Baumana a Leszka Kołakowského), řada studentů byla povolána do armády. Nejméně 2725 lidí bylo mezi 7. březnem a 6. dubnem zbito a zatčeno policií.
Na zasedání politbyra dne 8. dubna Stefan Jędrychowski silně kritizoval antisemitskou kampaň. Většina účastníků ale vyjádřila opačný názor nebo podpořila Gomułkův „střední kurz“. Člen katolické prokomunistické frakce Jerzy Zawieyski promluvil na zasedání smířlivým tónem, nicméně nedávné zbití katolického publicisty Stefana Kisielewského „neznámými útočníky“ interpretoval jako útok na polskou kulturu. Představitelé strany reagovali ukončením Zawieyského členství v Polské státní radě, tedy v kolektivním orgánu hlavy státu, a zákazem zastávat v budoucnu politickou funkci.

## Emigrace

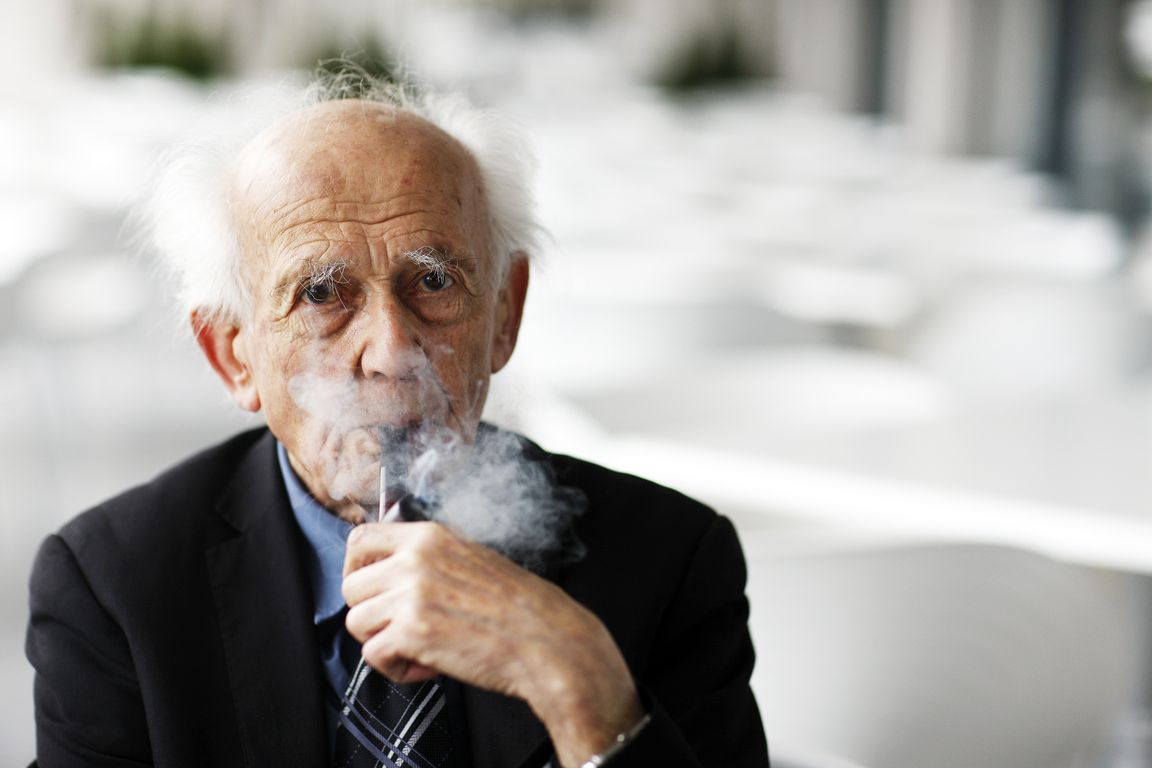
Zygmunt Bauman patří k nejznámějším představitelům březnové emigrace

Mnozí vládnoucí komunisté považovali za dobrý kompromis umožnit postiženým Polákům židovského původu emigraci. K tomu se od počátku klonil i Gomułka. Tato strategie byla nakonec přijata. Premiér Cyrankiewicz v parlamentním projevu 11. dubna 1968 vyjádřil oficiální stanovisko vlády: „Souběžná loajalita k socialistickému Polsku a imperialistickému Izraeli není možná... Kdo chce čelit těmto důsledkům v podobě emigrace, nepotká se s žádnou překážkou.“
Emigrace byla volena skutečně masivně. Pro polské Židy byly události z let 1967–68 naprostý šok. Do té doby režim antisemitské rysy nevykazoval, a to ani v době zjevně antisemitských projevů režimů v Sovětském svazu nebo v Československu v 50. letech („spiknutí židovských lékařů“, proces se Slánským). Tradiční polský antisemitismus byl pravicový a antibolševický a Židé se obecně cítili v komunistickém Polsku bezpečně. „Březnový šok“ vedl k trpkému probuzení a touze odejít.
Počty emigrantů se liší v různých zdrojích. Podle Jonathana Ornsteina z 3,5 milionu polských Židů před druhou světovou válkou přežilo holocaust 350 000 nebo méně. Většina přeživších, kteří se na konci války přihlásili ke své židovské národnosti, včetně těch, kteří se v roce 1945 zaregistrovali u Ústředního výboru polských Židů, emigrovala z poválečného Polska již v prvních letech jeho existence. Podle odhadů profesora New York University Davida Engela z méně než 281 000 Židů přítomných v Polsku před červencem 1946 jich zůstalo v zemi do poloviny roku 1947 pouze asi 90 000. Do roku 1951, kdy vláda zakázala emigraci do Izraele, jich zůstalo méně než 80 000. Dalších 30 000 Židů sice přijelo ze Sovětského svazu v roce 1957, ale téměř 50 000, typicky lidí aktivně vyjadřujících židovskou identitu, opustilo Polsko v letech 1957–59 s podporou vlády. V roce 1967 tak žilo v Polsku přibližně 25 000–30 000 Židů, v drtivé většině asimilovaných a nenáboženských. Po událostech v březnu 68 a kampani s tím související opustilo podle Engela Polsko asi 20–25 tisíc Židů, takže v zemi zůstalo pouze 5 000 až 10 000 Židů.
Většina z této vlny emigrantů (na rozdíl od vln předchozích) si nicméně vybrala jiné destinace než Izrael, což bylo v rozporu s tvrzením vlády o jejich proizraelské oddanosti. Většina jich zamířila do Skandinávie, například v Dánsku se díky tomu zdvojnásobila židovská komunita. Jistý komický efekt v sobě neslo, že takto na západ odešla i řada bývalých stalinistů židovského původu, například prokurátorka Helena Wolińska-Brusová nebo soudce Stefan Michnik.
Ke známým „březnovým“ emigrantům patřila i Ida Kaminská, ředitelka Židovského divadla a herečka dobře známá v Československu díky roli ve slavném filmu Obchod na korze. K nejúspěšnějším březnovým emigrantům patřil sociolog Zygmunt Bauman.

## Souvislost s Pražským jarem

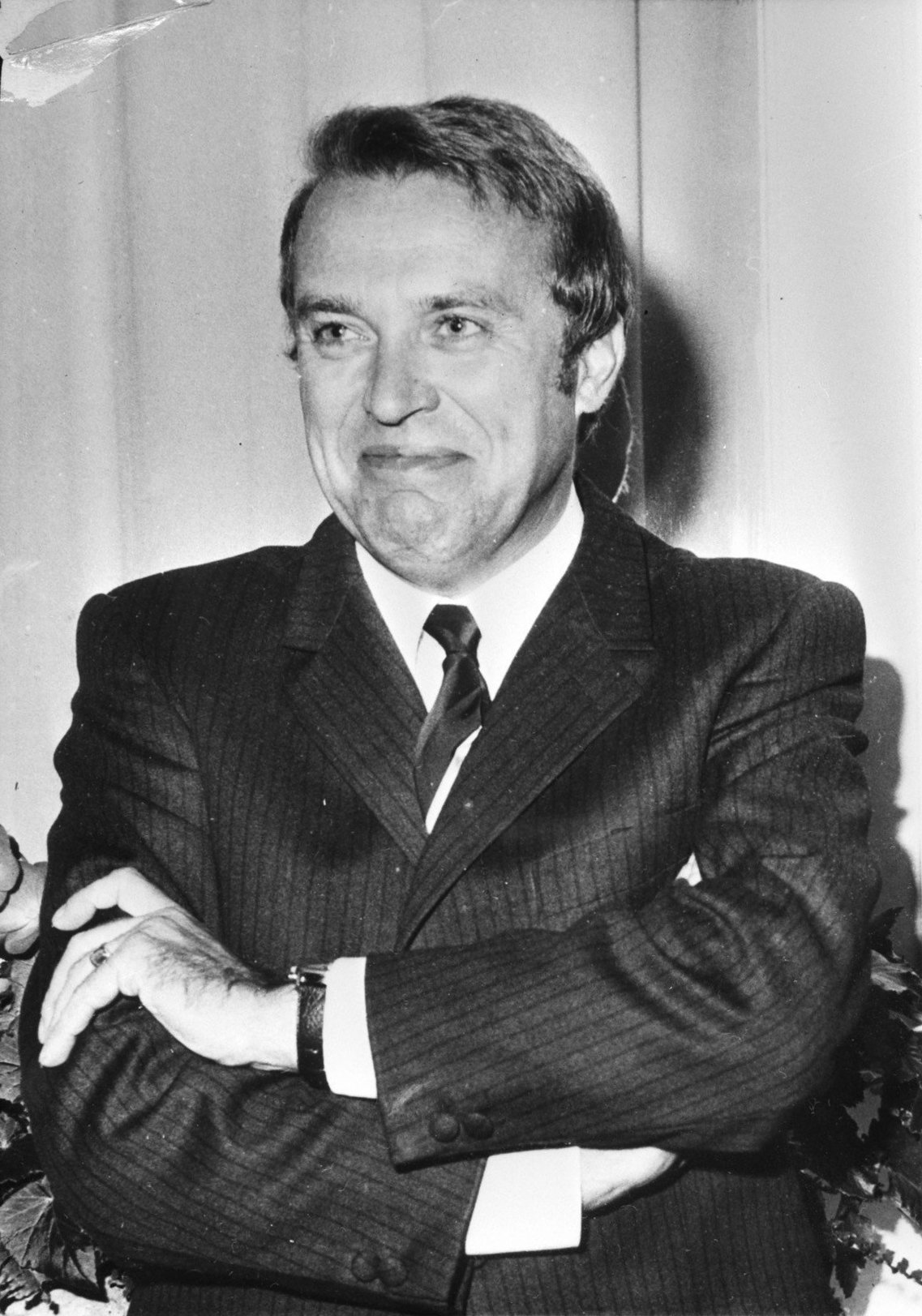
Pavel Kohout

Je skutečností, že kulturní představitelé Pražského jara antisemitskou kampaň v Polsku odsoudili, čímž vybudili (či posílili) teorii o tom, že Pražské jaro je ovládáno sionisty.
K nejznámějším akcím patří otevřený dopis Pavla Kohouta, Jana Procházky a Arnošta Lustiga z května 1968 adresovaný polské vládě a straně, ve kterém kritizovali antisemitismus a napadání spisovatelů. Autoři v dopise též poukazovali na nesmyslnost spikleneckých teorií. Polský tisk v reakci hovořil o „sionistickém doupěti“ a „diktatuře intelektuálů“ nad Vltavou.
Známým gestem se stalo rovněž pozvání Karla Kosíka k přednáškám do Prahy, adresované vyhozeným profesorům Kołakowskému, Baczkovi a Morawskému. Ministr školství Vladimír Kadlec (budoucí signatář Charty 77) nabídl propuštěnému ekonomovi Brusovi místo na VŠE v Praze. Sociologický ústav v Praze zase pozval docenty Baumana a Hirszowicz-Bielinskou.

## Ukončení „antisionistické“ kampaně
Tajemník ústředního výboru Artur Starewicz napsal 11. dubna 1968 Gomułkovi obsáhlý dopis, ve kterém poukázal na destruktivnost protižidovské kampaně. Koncem dubna si patrně i Gomułka uvědomil, že kampaň se vymyká kontrole a posiluje spíše jeho oponenty ve straně. 24. června Gomułka ostře kritizoval Stefana Olszowského, šéfa stranické propagandy, stejně jako publikace vydavatelství PAX (prokomunisticky orientované katolické nakladatelství, které šířilo některé z nejtvrdších protižidovských tiskovin během kampaně). To byl signál, že stranický šéf zřejmě obrací.
Dne 5. července Gomułka uvedl, že na ministerstvu vnitra jsou „určité problémy“ a odvolal ministra Moczara z funkce, byť to bylo prezentováno jako povýšení (stal se tajemníkem ústředního výboru a zástupcem člena politbyra). Během XII. pléna Ústředního výboru (8.–9. července) Zenon Kliszko oficiálně ukončil „antisionistickou“ kampaň.
Protižidovské nálady se poněkud skryly, ale měly svou základnu nadále především v bezpečnostních silách a na ministerstvu obrany, kde je reprezentoval například Wojciech Jaruzelski, jehož čistky roku 68 vynesly do křesla ministra.
Pátý sjezd strany se konal v listopadu 1968. Ačkoli mu početně dominovali stoupenci Moczara, Gomułka se udržel u moci a sjezd ovládl. Moc ztratil až v roce 1970, ovšem ani Moczar neuspěl a vůdcem strany se nestal.
V únoru a březnu 1988 vyslovila polská komunistická vláda oficiální omluvu za antisemitské excesy z roku 1968: nejprve na konferenci v Izraeli a poté v prohlášení otištěném v deníku Trybuna Ludu. Zpráva ústředního výboru dokonce navrhla zavedení dvojího občanství, aby se zlepšily vztahy s Židy, kteří opustili Polsko.
Po pádu komunismu vydal Sejm v roce 1998 usnesení odsuzující antisemitismus během událostí z března 1968. V roce 2000 se prezident Aleksander Kwaśniewski omluvil za stejnou věc před skupinou židovských studentů.

## Motivace, spory, otázky

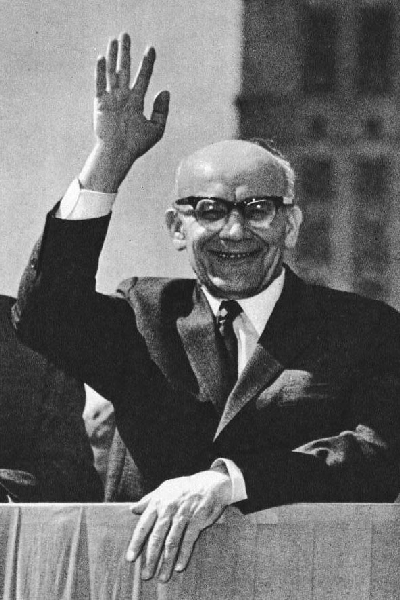
Władysław Gomułka

Především o Gomulkových motivacích v březnu 68 vedou historici dosud spory. Podle některých interpretací Gomulka čelil ve straně křídlu liberálnímu a zároveň křídlu nacionalistickému, které reprezentoval Moczar. Antisemitské útoky mu umožnily souběžně oslabit a zastrašit liberály a zároveň „ukrást“ nacionalistům jejich rétoriku, a tím je oslabit, převést na sebe podporu nacionalistické části strany a veřejnosti.
O autenticitě Gomułkova antisemitismu se spekuluje. Podle historika Dariusze Stoly neměl Gomulka, jehož manželka byla mimochodem Židovka, žádné antisemitské předsudky. Ale oportunisticky se přidal k protižidovské iniciativě ministra Moczara a tajných služeb, které Moczar ovládal, aby uhájil svou pozici. Je zřejmé, že Gomułkova popularita na konci 60. let upadala a snažil se nějak zachránit.
Podle řady historiků Gomułka také velmi dobře cítil, že zakořeněný antisemitismus lze dobře použít k tomu, aby se zejména frustrace dělníků dala přesměrovat na židovský cíl a nenacházela terč v režimu a jeho představitelích. Někteří historici (např. Andrzej Chojnowski) vnímají celou židovskou otázku jen jako masku, za níž se skrýval generační boj ve straně (Moczar představoval mladší generaci toužící zaujmout pozice generace Gomułkovy).
Cílem kampaně byli zjevně nejen Židé, spíše obecně opozičně naladění občané. Ze sionismu bylo prokazatelně obviněno mnoho Poláků bez židovského původu. Ze strany bylo během čistek 1967–1968 vyloučeno více než 230 000 členů, což několikanásobně překračovalo celkový počet Židů v Polsku.
Antisemitská kampaň vzbudila značné překvapení a vyvolala odsouzení na Západě. To Gomułka reflektoval zvláštními komentáři. „Západní sionistická centra, která nás dnes obviňují z antisemitismu, nedokázala hnout prstem, když Hitlerova politika genocidy vyhladila Židy v podrobeném Polsku a trestala Poláky, kteří Židům pomáhali,“ uvedl například.
Zvláštním rysem antisemitských nálad ve straně bylo, že Židé byli obviňováni z toho, že v 50. letech byli stalinisty. Oblíbenou teorií bylo, že „staří židovští stalinisté“ tajně připravují svůj návrat k moci. Jenže čistky prokazatelně zasáhly i liberálně orientované komunisty a nakonec zasáhly všechny polské Židy bez ohledu na politickou orientaci.
Také o váze protestů se vedou spory. Historik Dariusz Gawin z Polské akademie věd například tvrdí, že události z března 1968 byly v následujících desetiletích mytologizovány a jejich význam přeháněn především Adamem Michnikem a dalšími členy skupiny Komandosi. Podle Gawina je nápadné, že během krize studenti vyprodukovali velmi málo konkrétních prohlášení, požadavků či programů. Je zjevné, že zažili šok z propagandistického zkreslení jejich záměrů a činů, z násilných represí a snad i lhostejnosti okolní veřejnosti, podle Gawina byl ale tento šok silný právě jen u radikálních levičáků ze skupiny Komandosi, u nichž tím začal proces opouštění snů o reformě socialistického systému a odklon od levicových názorů vůbec.
Jiní historici soudí, že události jsou naopak v kolektivní polské paměti upozaďovány (zejména na úkor Poznaňského povstání nebo protestů Solidarity), neboť rozpaky v pokomunistickém Polsku působí ideové zázemí studentské vzpoury, v zásadě radikálně levicové. Vůdci protestů se odvolávali na manifest Karola Modzelewského a Jacka Kuroně z roku 1964, požadovali v jeho duchu „respekt k ideálům marxisticko-leninské diktatury proletariátu“ a vůbec principům socialismu. Při svých protestech studenti také obvykle zpívali Internacionálu. I proto byl pro ně takovým šokem násilný střet s „dělníky“. V tu dobu ovšem nevěděli, že často o dělníky nejde. Ve skutečnosti měly státní orgány s mobilizací dělníků v továrnách proti protestům značné potíže a v zásadě neuspěly, jak ukázal dodatečný historický výzkum.
S tím souvisí i otázka sociálního zázemí protestů. Historici později zjistili, že vysokoškolští studenti tvořili v březnu a dubnu 1968 méně než 25 % zatčených za účast na opozičních aktivitách. Studentská převaha v hnutí je podle historika Łukasze Kamińského jedním z mýtů rozšířených vůdci protestů. Ve skutečnosti tvořili většinu protestujících mladí dělníci a středoškoláci.
Je zajímavým jevem, že kromě relativně malého počtu studentských vůdců se v pozdějších vlnách opozičního hnutí v Polsku účastníci protestů z roku 1968 již neobjevili. K výjimkám patřil Jacek Kuroń, který později hrál důležitou roli ve Výboru na obranu dělníků i v odborovém hnutí Solidarita.